# Кайзерслаутернский зоопарк
Кайзерслаутернский зоопарк (нем. Zoo Kaiserslautern; до 2003 года нем. Tierpark Siegelbach) — зоопарк в городе Кайзерслаутерн, который располагается в Германии. Находится в городском районе Зигельбах, который изначально считался отдельным городом, но стал частью Кайзерслаутерна через год после его основания в 1969 году.
Насчитывает около шестисот животных и около 60 их видов. Является членом EAZA (Европейской ассоциации зоопарков и аквариумов) и WAZA.
В 2003-м году перешёл из рук администрации города к частной компании, в 2005-м году был открыт дом для обезьян, через шесть лет, в 2011 году была создана ферма с домашними животными (нем. Altgermanischer Frankenhof), а также реабилитационный центр для белых аистов.